# Gerolamo Ramorino
Gerolamo Ramorino, francoski general, * 1792, † 1849.
1. 1 2 3 4  Archivio Storico Ricordi — 1808.
2. 1 2 3 4  Negro P. D. Dizionario Biografico degli Italiani — 2016. — Vol. 86.